# (4701) Milani
(4701) Milani (1986 VW6) – planetoida z pasa głównego asteroid okrążająca Słońce w ciągu 4,45 lat w średniej odległości 2,71 j.a. Odkryta 6 listopada 1986 roku.